# ماکانا
ماکانا (نام علمی: Mucuna) نام یک سرده از تیره باقلاییان است.